# Rejon leninowski (Jekaterynburg)
Rejon leninowski w Jekaterynburgu (ros: Ленинский район) – jeden z rejonów rosyjskiego miasta Jekaterynburg.

## Historia
Rejon leninowski położony jest w centrum miasta, zajmuje powierzchnię 34,3 kilometrów kwadratowych i w 2012 liczył on 170 103 mieszkańców. Został utworzony w 1934 roku przez sowiecką władzę miasta. Nazwany na cześć bolszewickiego przywódcy Włodzimierza Lenina. W 1935 roku otwarto tu teatr marionetek, a rok później galerię sztuki ludowej. W 1937 roku zlokalizowano na terenie dzielnicy Uralskie Muzeum Geologiczne. W czasie II wojny światowej na front wyruszyło 28 550 mieszkańców jekaterynburskiego rejonu leninowskiego, w tym 1500 kobiet, a 10 jego mieszkańców zostało nagrodzonych tytułem Bohatera Związku Radzieckiego. W czasie wojny w dzielnicy zlokalizowano kilka zakładów przemysłowych mających wspierać sowiecki wysiłek wojenny, a także fabryk ewakuowanych z zachodu. Fabryka Katiusza produkująca odzież dostarczyła Armii Czerwonej 36 600 ubrań, a zarząd i robotnicy fabryki otrzymali telegram od Józefa Stalina z podziękowaniami za ich wkład w wojnę. Mieszkańcy rejonu wspierali także krwiodawstwo wysyłając do szpitali i punktów medycznych 80 ton krwi, za co rejonowa stacja poboru krwi została odznaczona Orderem Czerwonej Gwiazdy. 17 października 1943 roku otwarto w dzielnicy pierwszą linię trolejbusową. Po wojnie dzielnica nadal rozwijała się dynamicznie, lokalizowano w tym miejscu mniejsze zakłady przemysłowe oraz wytwórcze. W 1972 roku otwarto pierwszy supermarket na terenie leninowskiego rejonu. W 1994 roku otwarto na tym terenie Szpital Dziecięcy w Jekaterynburgu, a po rozpadzie Związku Radzieckiego inwestowano głównie w budownictwo mieszkaniowe. Po roku 2000 w dzielnicy zaczęły powstawać duże centra handlowe oraz supermarkety. 

## Charakterystyka
Rejon leninowski jest dzielnicą skupiającą siedziby administracji miejskiej, a także znajdują się tu placówki kulturalne, edukacyjne oraz sportowe. Ważną rolę pełni też zabudowa mieszkaniowa. Liczba mieszkańców żyjących w rejonie cały czas rośnie, w 1989 roku żyło tu 177 056 ludzi, w 2002 roku 152 970, w 2007 roku 156 200, w 2010 roku 159 975 i 160 702, a w 2012 roku liczba ta wyniosła 170 103. 430 hektarów ogółu powierzchni dzielnicy zajmują tereny zielone w tym ogrody, skwery i parki. Znajduje się tu kilka zakładów przemysłowych, produkujących m.in. części maszyn, a także zajmujących się obróbką kamieni szlachetnych. Swą siedzibę ma tu oddział Centralnego Banku Rosji odpowiedzialny za obwód swierdłowski. Znajduje się tu także 228 ośrodków sportowych, 22 instytutów edukacyjnych oraz 39 oddziałów przedszkolnych, a także działa tu 26 klubów młodzieżowych, szkoła sportowa, 3 muzea, 10 bibliotek oraz Jekaterynburski Cyrk. Znajduje się tu także tzw. Jekaterynburski Arbat, duża strefa spacerowa przeznaczona tylko do użytku pieszych. Na terenie rejonu położona jest także cerkiew św. Serafina z Sarowa.

## Transport
Dzielnica znajduje się w strukturze nowosybirskich sieci  tramwajowej oraz autobusowej. Na obszarze leninowskiego rejonu znajdują się dwie stacje Jekaterynburskiego Metra.
- Plac 1905 Roku
- Gieologiczeskaja